# Djurgårdsmässan (1942)
Djurgårdsmässan är en svensk dokumentärfilm i kortfilmsformat från 1942. Filmen var ett slags reklamfilm för Skådespelarnas Djurgårdsmässa 1942. Medverkade som skådespelare gjorde Sickan Carlsson, Edvin Adolphson, Thor Modéen, Åke Söderblom, Henning Orlando och Sigvard Törnqvist.

### Fotnoter
1. ↑  ”Djurgårdsmässan”. Svensk Filmdatabas. http://sfi.se/sv/svensk-filmdatabas/Item/?type=MOVIE&itemid=42825&ref=%2ftemplates%2fSwedishFilmSearchResult.aspx%3fid%3d1225%26epslanguage%3dsv%26searchword%3ddjurg%C3%A5rdsm%C3%A4ssan%26type%3dMovieTitle%26match%3dBegin%26page%3d1%26prom%3dFalse. Läst 18 mars 2013.